# Liste der brasilianischen Botschafter in Antigua und Barbuda
Die brasilianische Botschaft in Antigua und Barbuda wurde 2009 während der Regentschaft von Präsident Luiz Inácio Lula da Silva eröffnet und 2019 zusammen mit weiteren brasilianischen Botschaften in der Karibik wieder geschlossen. Sie befand sich in der 10. Etage des Business Centre in Saint John’s.
| Ernannt       | Name                       | Bemerkungen         | Mensagem Senado Federal | im Senat des Nationalkongress vorgestellt am | ernannt von               | akkreditiert bei        | Posten verlassen |
| ------------- | -------------------------- | ------------------- | ----------------------- | -------------------------------------------- | ------------------------- | ----------------------- | ---------------- |
| 1. Feb. 1995  | José Nogueira Filho        | Amtssitz in Havanna | MSF 375 de 1994         | 12. Jan. 1995                                | Fernando Henrique Cardoso | Lester Bird             |                  |
| 29. Apr. 1999 | Luciano Martins            | Amtssitz in Havanna | MSF 87 de 1999          | 14. Apr. 1999                                | Fernando Henrique Cardoso | Lester Bird             |                  |
| 28. März 2006 | Tilden Santiago            | Amtssitz in Havanna | MSF 58 de 2004          | 7. Juli 2004                                 | Luiz Inácio Lula da Silva | Winston Baldwin Spencer |                  |
| 23. Jan. 2007 | Bernardo Pericás Neto      | Amtssitz in Havanna | MSF 225 de 2006         | 20. Dez. 2006                                | Luiz Inácio Lula da Silva | Winston Baldwin Spencer |                  |
| 15. Sep. 2009 | Brian Michael Fraser Neele |                     | MSF 86 de 2009          | 26. Aug. 2009                                | Luiz Inácio Lula da Silva | Winston Baldwin Spencer |                  |
| 11. Juli 2011 | Raul Campos e Castro       |                     | MSF 72 de 2011          | 28. Juni 2011                                | Dilma Rousseff            | Winston Baldwin Spencer |                  |

Quelle